# 이규로
이규로(李奎魯, 1988년 8월 20일 ~ )는 대한민국의 전 축구 선수고, 현역 시절 포지션은 수비수였다.

## 축구인 경력

### 선수 경력
광양제철고등학교를 졸업하고 2007년 전남 드래곤즈에 입단하였다. 데뷔 시즌 2007 K-리그에서 8경기에 나서 1골을 기록하였다. 이후 2009 K-리그까지 총 정규 리그 48경기에 출전하여 5골을 성공시켰다.
2010년 2월, 전남과 계약기간이 만료되어 FC 서울로 자유계약으로 이적하였다.
2012년 2월 1일 이재권과 트레이드되어 인천 유나이티드에 입단했다.
2013년 1월 같은 팀의 정인환, 정혁과 함께 전북 현대 모터스로 이적하였다.
2016년 K리그 챌린지의 서울 이랜드로 이적하였다. 2016년 6월 25일 열린 부산 아이파크와의 경기에서 이랜드 이적 후 첫 골을 기록했다.
2016년 7월, FC 서울로 이적하였다.
2019시즌 종료 후 FC 서울을 나오게 되었고, 이후 K리그2의 대전 하나 시티즌에 입단했다.
2021년 7월, 서울 이랜드로 5년 만에 복귀했다. 하지만 시즌을 마치고 계약 만료로 팀을 떠나게 되었다.
2022년 K3리그의 포천시민축구단에 입단하였다.
2022년 6월 18일, K리그2의 김포 FC에 입단하였다.

### 국가대표 경력
2010년 1월 9일, 잠비아와의 경기에 출장하여 A매치 첫 경기를 치렀다.

## 그 외
2014년 12월 21일에 걸그룹 나인뮤지스의 전 멤버 이혜빈과 결혼하였다.

## 수상

### 전남 드래곤즈
- FA컵 우승

우승 (1): 2007

### 전북 현대 모터스
- K리그 클래식 우승

우승 (2): 2014, 2015

### FC 서울
- K리그 클래식 우승

우승 (2): 2010, 2016